# Dirty Work
Dirty Work —en español: Trabajo sucio— es el decimoctavo en el Reino Unido y vigésimo en los Estados Unidos álbum de estudio de la banda de rock británico The Rolling Stones, lanzado el 24 de marzo de 1986 en el sello discográfico de los Rolling Stones por CBS Records. Producido por Steve Lillywhite, el álbum fue grabado durante un periodo en el que las relaciones entre Mick Jagger y Keith Richards estaban bastante deterioradas, según la autobiografía de Richards, Life. También se destaca por la acotada participación de Mick Jagger, quien por entonces estaba más interesado en su carrera solista, y por el contrario, por un mayor espacio creativo para Ron Wood.
Se grabó durante una época agitada para la banda, ya que sus dos principales compositores, Richards y Jagger, habían estado discutiendo sobre la dirección de la banda durante la mayor parte de la década de 1980. Casi todos los miembros de la banda habían pasado los años anteriores trabajando en álbumes en solitario o en proyectos paralelos. Miembros de la banda, como el guitarrista Ron Wood, el batería Charlie Watts y el bajista Bill Wyman, solían ausentarse del estudio durante las sesiones de grabación; era raro que los cinco miembros principales estuvieran juntos al mismo tiempo. Sería el último álbum en el que participaría el antiguo miembro y frecuente colaborador al piano Ian Stewart, fallecido poco antes del lanzamiento del álbum. Como resultado, aparecieron varios músicos invitados, entre ellos los guitarristas Jimmy Page y Bobby Womack. Los teclados corrieron a cargo de Ivan Neville y Chuck Leavell, que permanecerían con la banda durante décadas. A diferencia de la mayoría de los álbumes de los Stones, no hubo gira de apoyo, ya que el nivel de animosidad entre los miembros de la banda impidió que pudieran trabajar juntos sobre el escenario.
El álbum se vendió bien, alcanzando la categoría de platino u oro en varios países, entre ellos Estados Unidos, Canadá y el Reino Unido, y situándose entre los 10 álbumes más vendidos en más de una docena de mercados. Generó dos éxitos entre los 40 primeros: una versión de la canción de Bob & Earl «Harlem Shuffle» y una de las canciones escritas con Ronnie Wood, «One Hit (To the Body)». Sin embargo, el álbum fue un fracaso de crítica, y la mayoría de los críticos de entonces y de ahora lo consideraron desigual y poco inspirado, muchos de ellos citando las tensiones dentro de la banda en ese momento.

## Antecedentes y grabación
Las sesiones de grabación para un nuevo álbum, el primero bajo el nuevo contrato con CBS Records, comenzaron en abril de 1985 en París,y duraron dos meses antes de interrumpirse por un breve periodo. Poco tiempo antes, Mick Jagger había lanzado su álbum debut como solista, She's The Boss, tensando aún más la desgastada relación con Keith Richards, ya que el privilegio de este eran los Stones y le molesto que Jagger persiguiera una carrera como estrella del pop. Esto quedó públicamente en evidencia durante sus actuaciones por separado en el Live Aid el 13 de julio de 1985; Jagger se presentó solo, mientras que Richards y Wood acompañaron a Bob Dylan como guitarristas.
Jagger se ausentó periódicamente en las sesiones del álbum, mientras Richards grababa con Ronnie Wood, Bill Wyman y Charlie Watts; las partes vocales de Jagger fueron agregadas más adelante. Este fue el primer álbum de estudio de los Rolling Stones desde Beggars Banquet de 1968, en el que Jagger no fue acreditado como guitarrista. Solo aportaría tiempo después, la voz para las canciones.
La participación de Charlie Watts en las sesiones de grabación también fue limitada; en 1994 Watts le comentó a Ed Bradley en el programa 60 Minutes que durante la década de 1980 había sido adicto a la heroína y al alcohol, y que por esta razón varios bateristas de reemplazo se acreditan en Undercover y Dirty Work. Steve Jordan y Anton Fig tocaron la batería en algunos temas; Ronnie Wood toca la batería en «Sleep Tonight». Jagger citaría más tarde el estado personal de Watts como uno de los motivos por el que vetó la realización de una gira para presentar Dirty Work en 1986, prefiriendo empezar a trabajar en su segundo álbum solista, Primitive Cool.
En un claro signo de la situación en que se grabó el disco, cuatro de las ocho composiciones originales del álbum fueron acreditadas a Jagger/Richards/Wood y una a Jagger/ Richards/Chuck Leavell. Solo tres de las canciones fueron acreditadas a Jagger/Richards, la menor cantidad desde Out of Our Heads, lanzado en 1965. Dirty Work es el primer disco de los Rolling Stones en el que Richards canta en dos canciones («Too Rude» y «Sleep Tonight»), algo que se repetiría en los siguientes álbumes de la banda. 
Tras un mes de grabación final en julio y agosto de 1985 (que contaron con invitados como Jimmy Page, Bobby Womack y Tom Waits), el coproductor Steve Lillywhite supervisó varias semanas la mezcla y creó varios remixes de 12 pulgadas. El 12 de diciembre, los Rolling Stones son tocados por una triste noticia. Ian Stewart, pianista, "road manager" y miembro fundador y extraoficial de la banda, muere repentinamente de un ataque al corazón a la edad de 47 años. En su memoria incluyen un tema oculto al final del álbum con Stewart interpretando en el piano la canción «Key to the Highway» de Big Bill Broonzy.

## Arte y embalaje
La versión original en vinilo del álbum vino embalada en un celofán rojo oscuro. Rompiendo con la tradición de Rolling Stones, Dirty Work fue el primero de sus álbumes de estudio en contener la letra de las canciones en Estados Unidos, al parecer por la insistencia del entonces distribuidor de sus discos CBS Records. También se incluye una tira cómica, dibujada por Mark Marek, llamaba "Dirty Workout".
En la portada aparecen los cinco integrantes de la banda dispuestos según los puntos en un dado, con Keith Richards al centro y el logo tricolor "Rolling Stones" sobre su cabeza. En la esquina superior derecha dice "Dirty" en horizontal y "Work" en vertical.
En 2005, Pitchfork Media incluyó la portada del álbum en su lista de "Las peores portadas de álbumes de todos los tiempos".

## Lanzamiento y recepción
En marzo de 1986, los Stones lanzan «Harlem Shuffle», su primer sencillo principal de un álbum de estudio que no fuera original de Jagger/Richards desde los comienzos de la banda. Alcanzó el puesto #13 en el Reino Unido y el # 5 en los Estados Unidos, aunque no recibió la misma cantidad de exposición como éxitos anteriores. El segundo sencillo fue «One Hit (To the Body)», que alcanzó el top 30 y contó con un vídeo musical revelador de Jagger y Richards en el que ambos parecen intercambiar golpes (aunque la guitarra fue grabada por Jimmy Page en el estudio).
El álbum fue lanzado una semana después, trepando al puesto # 4 a ambos lados del Atlántico, siendo certificado platino por la RIAA, pero la reacción crítica fue menos entusiasta. Algunos críticos sintieron que el álbum fue leve en algunos lugares, con composiciones débiles, y la voz poco entusiasta de Jagger. Algunos consideraron que Jagger estaba guardando su mejor material para sus discos en solitario. Aunque la reacción de la crítica a esos lanzamientos también fue apagada. People lo calificó como uno de los peores álbumes de 1986, denotando "Los peores temores de los Baby Boomers hechos realidad: si los Stones suenan así de viejos y cansados, ¿qué dice eso de sus fans originales?".
Sin embargo, en 1986, el crítico Robert Christgau calificó a Dirty Work como "un disco vigoroso e incluso desafiante [que] innova sin inclinarse hacia la moda multi-platino o la pretensión a medias". Es honesto y hace que te guste". En 2004, La revista Stylus evaluó al álbum como "un triunfo avergonzado, de lejos el álbum más interesante de Stones desde Some Girls en todos los niveles: lírico, conceptual, instrumental". La revaluación del álbum encuentra que a pesar de su cambio de estilo a una producción y experimentación propia de los 80s, el álbum presenta "el sonido de guitarra más venenoso de la carrera de los Stones y las voces más comprometidas de Jagger". La valoración crítica a Dirty Work ha mejorado con los años, quizá porque carece de algún resultado favorable.
Keith dijo que todas las canciones en este álbum fueron estructuradas para que se pudieran tocar en vivo con el fin de comenzar una gira para apoyar el álbum, pero finalmente Mick decidió que el tour no se llevara a cabo después de todo. (Como se ha mencionado, Mick posteriormente citó sus preocupaciones sobre la salud de Charlie para no hacerlo). Las únicas canciones de Dirty Work que se han tocado en directo han sido "One Hit (To the Body)" y "Harlem Shuffle", ambas interpretadas en el Steel Wheels/Urban Jungle Tour.
El álbum produjo un hit para la banda, su versión de la canción «Harlem Shuffle»; y contó con un número de apariciones, incluidas las contribuciones de Tom Waits, Patti Scialfa, Bobby Womack y Jimmy Page en «One Hit (To The Body)».
Dirty Work vendió cerca de 4 millones de copias en todo el mundo, un buen número considerando el mal ambiente de la banda en ese entonces, la falta de un tour para promocionar el disco y el poco interés de los miembros de la banda.En 1994, Dirty Work fue remasterizado y relanzado por Virgin Records, otra vez en 2009 por Universal Music y una vez más en 2011 por Universal Music Enterprises en una versión únicamente japonesa en SHM-SACD.

## Lista de canciones
Todas las canciones escritas y compuestas por Jagger/Richards, excepto donde se indique. 
| Cara uno |                                                    |          |  |
| N.º      | Título                                             | Duración |  |
| 1.       | «One Hit (To the Body)» (Jagger/Richards/Ron Wood) | 4:44     |  |
| 2.       | «Fight» (Jagger/Richards/Wood)                     | 3:09     |  |
| 3.       | «Harlem Shuffle» (Bob Relf/Ernest Nelson)          | 3:23     |  |
| 4.       | «Hold Back»                                        | 3:53     |  |
| 5.       | «Too Rude» (Lindon Roberts)                        | 3:11     |  |

| Cara dos |                                                                            |          |  |
| N.º      | Título                                                                     | Duración |  |
| 6.       | «Winning Ugly»                                                             | 4:32     |  |
| 7.       | «Back to Zero» (Jagger/Richards/Chuck Leavell)                             | 4:00     |  |
| 8.       | «Dirty Work» (Jagger/Richards/Wood)                                        | 3:53     |  |
| 9.       | «Had It with You» (Jagger/Richards/Wood)                                   | 3:19     |  |
| 10.      | «Sleep Tonight»                                                            | 5:10     |  |
| 11.      | «Tema oculto sin nombre» (grabación no acreditada de «Key to the Highway») | 0:33     |  |

Notas
- Este álbum está dedicado a Ian Stewart. "Thanks, Stu, for 25 years of boogie-woogie" ("Gracias, Stu, por 25 años de Boogie-Woogie").
- Un extracto no inscrito y no acreditado de «Key to the Highway» (Big Bill Broonzy/Charles Segar - 0:33) cierra el disco. Es interpretada por Ian Stewart, quien falleciera el 12 de diciembre de 1985, poco después de terminadas las grabaciones.

### Tomas descartadas y versiones demo
Varias Tomas descartadas y versiones demo de las sesiones de Dirty Work están disponibles en varios bootlegs, e incluyen temas como:
- «Strictly Memphis»
- «You're Too Much» (Keith Richards en voz)
- «Treat Me Like a Fool» (Keith Richards en voz)
- «She Never Listens to Me» (Keith Richards en voz)
- «Loving You Is Sweeter Than Ever» (Hunter/Wonder)
- «Deep Love» (Keith Richards en voz)
- «What Am I Going to Do With Your Love»
- «Crushed Pearl» (Keith Richards en voz)

## Personal
The Rolling Stones
- Mick Jagger: voz , armónica, coros.
- Keith Richards: guitarra eléctrica, guitarra acústica, piano, coros; voz en «Too Rude» y «Sleep Tonight».
- Ronnie Wood: guitarra eléctrica, guitarra acústica, pedal steel guitar, saxofón, coros; batería en «Sleep Tonight».
- Bill Wyman: bajo.
- Charlie Watts: batería.

Músicos adicionales
- Ivan Neville: órgano eléctrico y coros.
- Jimmy Page: guitarra eléctrica en «One Hit (To The Body)».
- Bobby Womack: coros; guitarra eléctrica en «Back to Zero».
- Philippe Saisse: teclados.
- Anton Fig: sacudidor.
- John Regan: bajo en «Winning Ugly».
- Dan Collette: trompeta.
- Ian Stewart: piano.
- Marku Ribas: percusiones.
- Jimmy Cliff, Don Covay, Beverly D'Angelo, Kirsty MacColl, Dolette McDonald, Janice Pendarvis, Patti Scialfa y Tom Waits: coros.

Producción
- Dave Jerden: ingeniero de sonido
- Steve Parker: ingeniero adicional
- Tom Crich y Mike Krowiak: asistente de ingeniero
- Janet Perr: dirección artística y diseño de embalaje
- Annie Leibovitz. dirección artística y fotografía.
- Mark Marek: ilustración

## Posición en las listas
| Listas (1986)                           | Mejor posición |
| --------------------------------------- | -------------- |
| Alemania (Media Control)                | 2              |
| Australia (Kent Music Report)           | 2              |
| Austria (Ö3 Austria Top 40)             | 4              |
| Canadá (RPM)                            | 2              |
| España (Promusicae)                     | 2              |
| Estados Unidos (Billboard 200)          | 4              |
| Finlandia (The Official Finnish Charts) | 2              |
| Francia (SNEP)                          | 9              |
| Italia (FIMI)                           | 3              |
| Japón (Oricon)                          | 6              |
| Noruega (VG-lista)                      | 3              |
| Nueva Zelanda (RIANZ)                   | 3              |
| Países Bajos (MegaCharts)               | 1              |
| Reino Unido (UK Albums Chart)           | 4              |
| Suecia (Sverigetopplistan)              | 4              |
| Suiza (Schweizer Hitparade)             | 1              |

| Lista (1986)                   | Posición |
| ------------------------------ | -------- |
| Australia (Kent Music Report)  | 23       |
| Austria (Ö3 Austria Top 40)    | 28       |
| Canadá (RPM)                   | 20       |
| Estados Unidos (Billboard 200) | 79       |
| Francia (SNEP)                 | 26       |
| Italia (FIMI)                  | 21       |
| Países Bajos (MegaCharts)      | 28       |

### Sencillos
| Año  | Sencillo                | Lista                             | Mejor posición |
| ---- | ----------------------- | --------------------------------- | -------------- |
| 1986 | «Harlem Shuffle»        | Billboard Hot 100                 | 5              |
| 1986 | «Harlem Shuffle»        | Mainstream Rock Tracks            | 2              |
| 1986 | «Harlem Shuffle»        | Hot Dance Music/Club Play         | 4              |
| 1986 | «Harlem Shuffle»        | Hot Dance Music/Maxi-Single Sales | 5              |
| 1986 | «Harlem Shuffle»        | UK Top 100 Singles                | 13             |
| 1986 | «One Hit (To the Body)» | Mainstream Rock Tracks            | 3              |
| 1986 | «One Hit (To the Body)» | Billboard Hot 100                 | 28             |
| 1986 | «One Hit (To the Body)» | UK Top 100 Singles                | 80             |
| 1986 | «Winning Ugly»          | Mainstream Rock Tracks            | 10             |

## Certificaciones
| País                  | Certificación | Ventas certificadas |
| --------------------- | ------------- | ------------------- |
| Alemania (BVMI)       | Oro           | 250.000^            |
| Australia (ARIA)      | Platino       | 70,000^             |
| Canadá (Music Canada) | Platino       | 100.000^            |
| Estados Unidos (RIAA) | Platino       | 1.000.000^          |
| Francia (SNEP)        | Oro           | 231.800             |
| Nueva Zelanda (RMNZ)  | Platino       | 15 000^             |
| Países Bajos (NVPI)   | Oro           | 50.000^             |
| Reino Unido (BPI)     | Oro           | 100.000^            |

Nota: ^ Cifras de ventas basadas únicamente en la certificación